# The Dragons Back
The Dragons Back (englisch für Der Drachenrücken) ist ein hauptsächlich eisfreier und bis zu 1315 m hoher Gebirgskamm im ostantarktischen Coatsland. Er ragt im westlichen Abschnitt der La-Grange-Nunatakker in der Shackleton Range auf.
Luftaufnahmen entstanden durch die United States Navy im Jahr 1967. Der British Antarctic Survey nahm zwischen 1968 und 1971 Vermessungen vor. Seinen deskriptiven Namen verlieh ihm 1971 das UK Antarctic Place-Names Committee.